# Куселярово
Куселярово (баш. Күҫәләр) — деревня в Салаватском районе Башкортостана, входит в состав Аркауловского сельсовета.

## География
Деревня находится на левом берегу реки Юрюзань.

### Географическое положение
Расстояние до:
- районного центра (Малояз): 37 км,
- центра сельсовета (Аркаулово): 9 км,
- ближайшей ж/д станции (Кропачёво): 67 км.

## История
В 1970-х в состав населённого пункта был включён посёлок Митюшинский.

## Население
| 2002 | 2009 | 2010 |
| ---- | ---- | ---- |
| 241  | ↘218 | ↘171 |

### Национальный состав
Согласно переписи 2002 года, преобладающая национальность — башкиры (98 %).

## Известные уроженцы
- Абубакиров, Риза Вахитович (1902—1938) — советский партийный деятель[5][6].